# ...Adesso (Ornella Vanoni)
Adesso, pubblicato nel 1999, è un album della cantante italiana Ornella Vanoni.

## Il disco
Il disco è stato registrato durante l'Argilla Tour 1998. 
Contiene due tracce inedite registrate in studio: Alberi, presentata a Sanremo in coppia con Enzo Gragnaniello, e la cover di un brano di Ryūichi Sakamoto, Tango, cantata in italiano con il titolo di Isola, su testo di Samuele Bersani.

## Tracce
1. Isola (tango) - 4:25 - (Ryūichi Sakamoto - Samuele Bersani)
2. Senza paura - 3:42
3. Viaggerai (mares de ti) - 5:20
4. Sant'allegria (bem leve) - 3:29
5. Questa notte c'è - 7:41
6. Insieme a te - 2:24
7. Stella nascente - 3:42
8. Per l'eternità - 3:51
9. Vai Valentina - 3:08
10. Uomini - 5:23
11. Medley: Che cosa c'è - Senza fine - Dettagli - L'appuntamento - Vedrai vedrai - Domani è un altro giorno - 11:56
12. Medley: La voglia la pazzia - Samba per Vinicius - Samba della rosa - Tristezza - 6:29
13. La voglia di sognare - 3:50
14. Alberi (con Enzo Gragnaniello) - 4:16 - (Enzo Gragnaniello)

## Formazione
- Ornella Vanoni - voce
- Rita Marcotulli - pianoforte
- Mauro Smith - cembalo
- Beppe Quirici - basso, contrabbasso
- Maurizio Fiordiliso - chitarra
- Fulvio Maras - percussioni
- Francesco Saverio Porciello - chitarra classica
- Claudio Fossati - batteria
- Joe Amoruso - pianoforte, tastiera
- Pietro Cantarelli - tastiera, cori
- Enrico Barbaro - basso
- Ciccio Merolla - percussioni
- Giovanni Ipri - programmazione
- Elio Rivagli - batteria
- Stefano Melone - tastiera, programmazione
- Fulvio Renzi - violino
- Alessandro Branca - violoncello
- Paolo Fresu - tromba, flicorno
- Riccardo Veno - flauto